# Johann Peter Frank

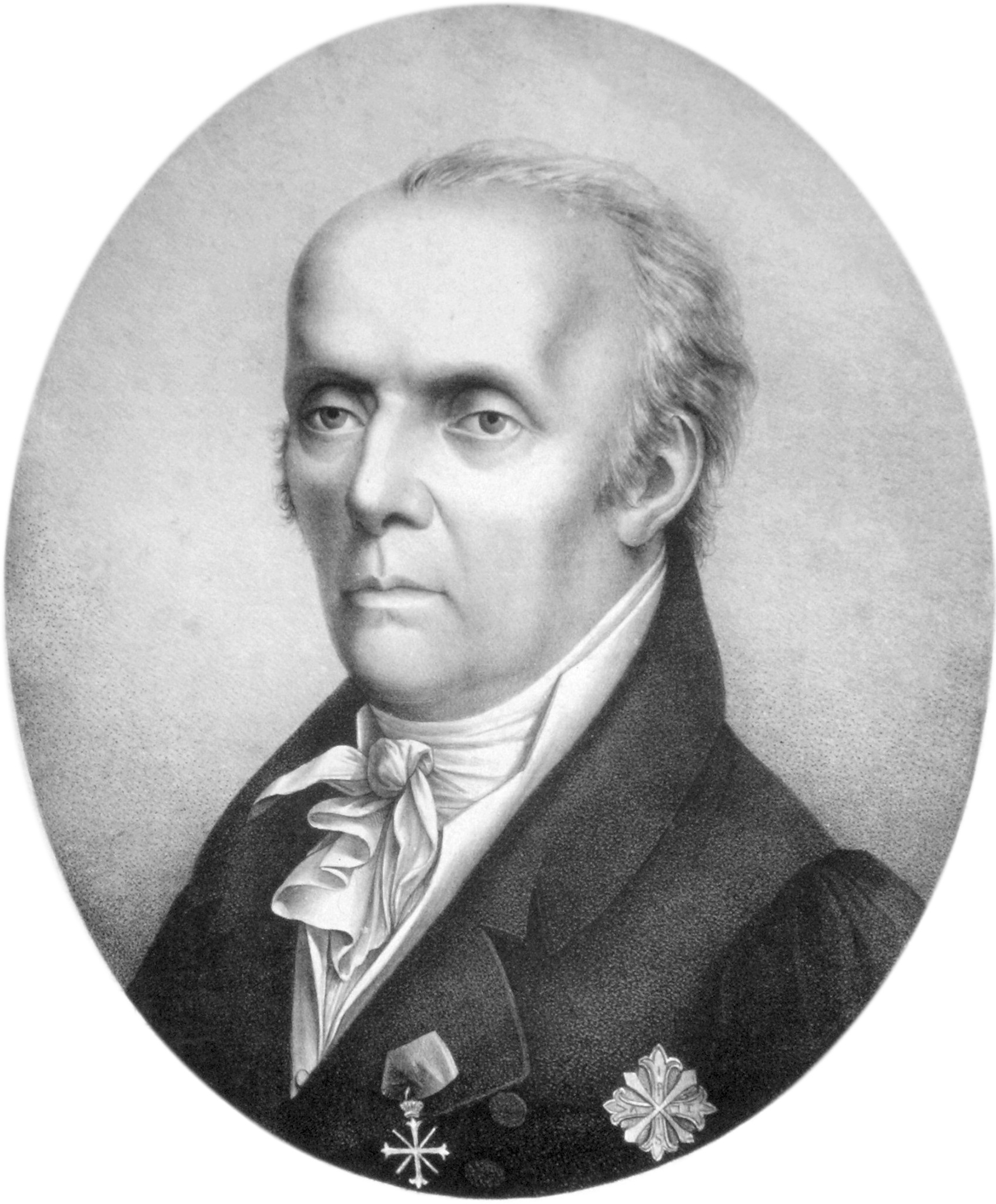
Johann Peter Frank, Lithographie von Adolph Friedrich Kunike, 1819

Johann Peter Frank (* 19. März 1745 in Rodalben, Markgrafschaft Baden; † 24. April 1821 in Wien) war ein deutscher Arzt und Hochschullehrer. Er gilt als Begründer der öffentlichen Hygiene und eines sozialmedizinisch geprägten Gesundheitsdienstes.

## Biographie
Johann Peter Frank war das elfte von vierzehn Kindern eines Gemischtwarenhändlers. Zur Schule ging er in Eußerthal, in Rastatt bei Baden-Baden und im lothringischen Bockenheim, wo er eine Jesuitenschule besuchte. Er studierte 1761 Philosophie an der Universität Metz, wurde 1762 an der Universität Pont-à-Mousson zum Doktor der Philosophie promoviert, entschied sich aber 1763 gegen den Willen seiner Eltern, die ihn Theologie studieren lassen wollten, dazu, Medizin in Heidelberg und Straßburg zu studieren. Er wurde 1766 in Heidelberg zum Doktor der Medizin promoviert.
Nach einer Tätigkeit als Landarzt in Rodalben, Bitsch, Zaisenhausen und Bruchsal wurde Frank 1774 Leibarzt des Fürstbischofs von Speyer. Später wurde ihm von diesem die Leitung einer Anstalt in Deidesheim und eines Spitals in Bruchsal übertragen, wo er eine Chirurgenschule errichtete. 1767 heiratete er, seine Frau Katharine starb am Kindbettfieber, der Sohn ein halbes Jahr danach. 1770 heiratete er Marianne Wittlinsbach, mit der er zwei Söhne, darunter den in Rastatt am 23. Dezember 1771 geborenen späteren Mediziner Joseph Frank (1771–1842), und eine Tochter hatte. Durch ein markgräfliches Dekret vom 11. Juli 1772 wurde Frank zum „Hebammenmeister und Landacchoucheur“ bestellt. Seine Lehrer auf dem Gebiet der Geburtshilfe waren der Heidelberger Arzt Franz Gabriel Schönmetzel (1736–1785) und in Straßburg die berühmte geburtshilfliche Schule Johann Jakob Frieds (1689–1769).

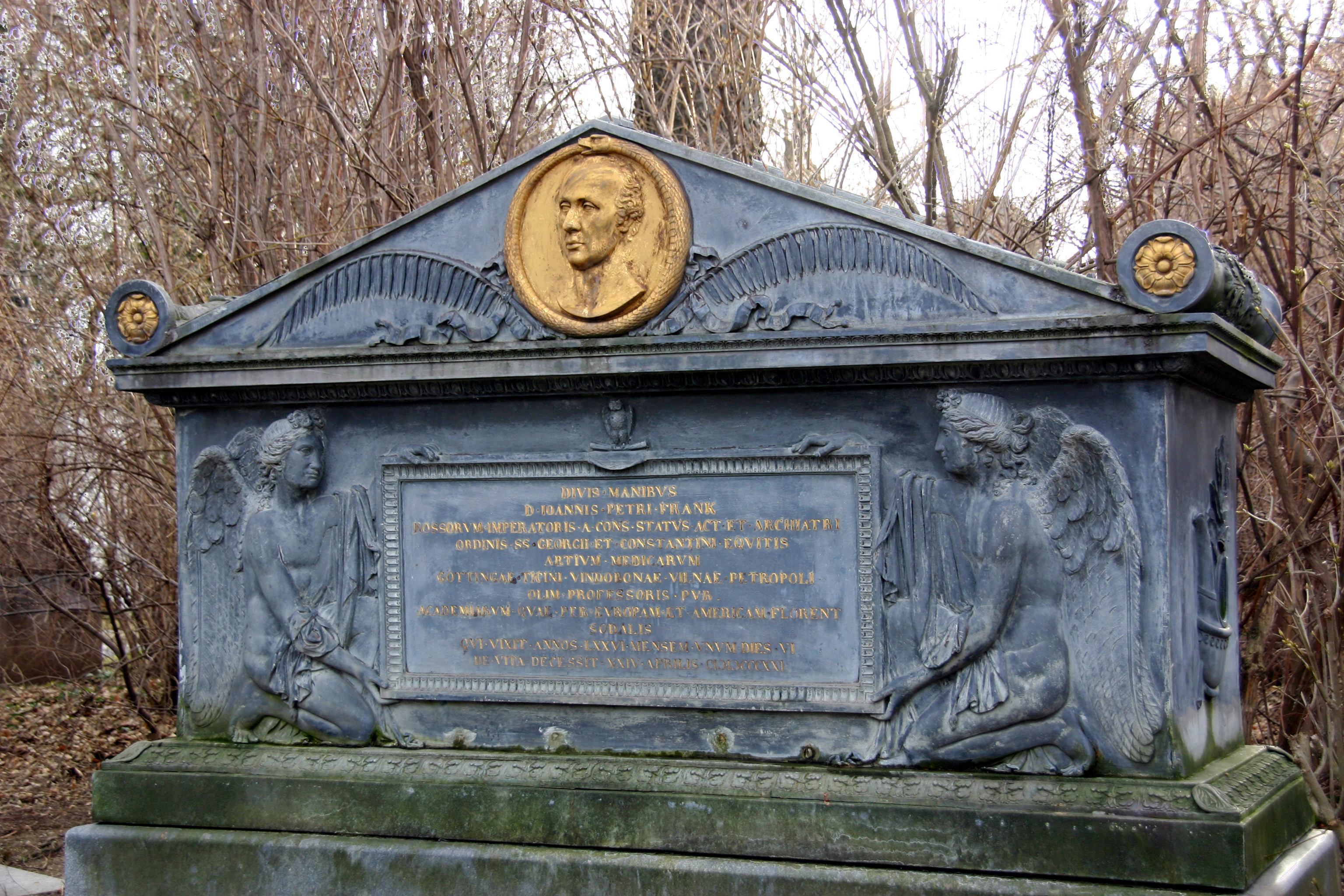
Ehrengrab auf dem Wiener Zentralfriedhof

1779 veröffentlicht Frank den ersten von sechs Bänden seines Hauptwerkes System einer vollständigen medicinischen Polizey. Hierin stellte er im Abschnitt Von der Wiederherstellung der Gymnastik und derselben Vortteilen bei der öffentlichen Erziehung die gesundheitliche, ethische und kulturelle Bedeutung wie auch die persönlichkeitsbildende Funktion der Leibesübungen dar und erläutert eine Reihe nützlicher Übungen. Dazu gehören „zu Fuß gehen, Wandern, Laufen, Springen, Werfen, Schlittschuhlaufen, Schlittenfahren, Ballspiele, Fechten, Reiten, Tanzen, Bogenschießen, kalt Baden, Schwimmen, Stelzengehen und Klettern“. Nachdem Frank 1784 zunächst einen Lehrauftrag in Göttingen übernommen hatte, wurde er 1785 Professor an der Medizinischen Klinik in Pavia und Generaldirektor des Medizinalwesens in der österreichischen Lombardei.
Als Professor am Wiener Allgemeinen Krankenhaus begann Frank ab 1795 mit der grundlegenden Modernisierung des Institutes. 1804 wurde er mit seinem Sohn Josef Frank an die Kaiserliche Universität Vilnius berufen, wo er ebenfalls moderne Strukturen und Lehrpläne einführte. Von 1807 bis 1808 schließlich war Frank Leibarzt des russischen Zaren Alexander I. am Hof in Sankt Petersburg. Am 19. Dezember 1814 wurde er korrespondierendes Mitglied der Académie des sciences in Paris. Frank starb 1821 in Wien an den Folgen eines Schlaganfalls und ruht in einem Ehrengrab auf dem Wiener Zentralfriedhof (Gruppe 32 A, Nummer 3).

## Grundlegende Bedeutung seiner Arbeit
Johann Peter Frank gilt als Pionier auf dem Gebiet der sozialen Hygiene und der Sozialmedizin sowie des öffentlichen Gesundheitswesens und des Öffentlichen Gesundheitsdienstes und war einer der Begründer der Hygiene als universitäres Fach. Das sechsbändige System einer vollständigen medicinischen Polizey ist sein Hauptwerk. Für die Abfassung benötigte Frank nahezu vier Jahrzehnte. Es war der bis dahin umfassendste Versuch, das gesamte öffentliche und auch private Leben unter gesundheitlichen Gesichtspunkten regeln zu wollen. Sein Eintreten für eine bessere Ausbildung von Ärzten, Schwestern und Hebammen, eine bessere Finanzierung des Gesundheitswesens sowie für ein verpflichtendes Medizinstudium der Wiener Chirurgen machten aus Frank einen als unbequem geltenden Zeitgenossen.
Frank, ein Vertreter der Ersten Wiener Medizinischen Schule, trat für eine grundlegende Verbesserung der Hygiene in öffentlichen Gebäuden, mehr Licht in Krankensälen, Grünanlagen in Städten, Sport und Gymnastik in Schulen und Pausen in den Arbeitszeiten ein. Er scheute sich auch nicht, dies den Herrschern, für die er tätig war, deutlich zu machen. Alexander von Humboldt sagte über ihn: „(Ich) gestehe, daß selten ein Mann solchen Eindruck auf mich gemacht hat.“
Durch die Arbeiten von Frank zur „medizinischen Polizei“ wurde die bis heute irreversible und nur schwer zu durchbrechende Entwicklung der „Medikalisierung“ eingeleitet, in der sich die Medizin die Deutungshoheit über nahezu alle gesellschaftlichen Fragen von Gesundheit und Krankheit erarbeitete. Bei der Entwicklung einer „Sozialen Hygiene“ im frühen 20. Jahrhundert wurden die Gedanken und Ideen Franks aufgegriffen.

## Schriften (Auswahl)
- System einer vollständigen medicinischen Polizey. 1779–1819 
  - Band I (2. verb. Aufl.) 1784.
  - Band II. (1804)
  - Band III (1804)
  - Band IV (Von Sicherheits-Anstalten, soweit sie das Gesundheitswesen angehen, 1788)
- Kleine Schriften praktischen Inhalts. 1779. Digitalisat der UB Freiburg

## Johann-Peter-Frank-Medaille
Die Johann-Peter-Frank-Medaille ist die höchste Auszeichnung des Bundesverbandes der Ärztinnen und Ärzte des öffentlichen Gesundheitsdienstes (BVÖGD) für besondere Verdienste um das öffentliche Gesundheitswesen der Bundesrepublik Deutschland. Sie wird seit 1972 beim jährlichen Bundeskongress des Verbandes verliehen.

## Würdigung
Im Jahr 1875 wurde in Wien-Alsergrund (9. Bezirk) die Frankgasse nach ihm benannt.
Er ist einer der 23 ursprünglichen Namen auf dem Fries der London School of Hygiene and Tropical Medicine, die Personen aufführen, die sich um öffentliche Gesundheit und Tropenmedizin verdient gemacht haben.
In Würdigung seiner Verdienste sind die „Frank - van Swieten Lectures“, eine von der TU Braunschweig, der Universität von Amsterdam, der Universität Heidelberg, der UMIT in Hall bei Innsbruck, der Universität Leipzig und der Fachhochschule Heilbronn gemeinsam durchgeführte internationale Lehrveranstaltung über strategisches Informationsmanagement in Krankenhäusern nach ihm benannt. Das Niedersächsische Institut für Sportgeschichte hat ihn 1998 in die Ehrengalerie des Sports in Niedersachsen aufgenommen.